# Lobanes
Lobanes (llamada oficialmente Santa Ouxea de Lobás) es una parroquia española del municipio de Carballino, en la provincia de Orense, Galicia.

## Toponimia
La parroquia también es conocida por los nombres de Santa Eugenia de Lobás, Santa Euxenia de Lobás y Santa Uxia de Lobanes.

## Organización territorial
La parroquia está formada por doce entidades de población:

### Entidades de población
Entidades de población que forman parte de la parroquia:
- Bagarelas
- Bertamil
- Boedes
- Costoya (Costoia)
- Dornela
- Fontao
- Larouce
- Mosteiro
- Paradela
- Trigás
- Valfrío

### Despoblado
Despoblado que forma parte de la parroquia:
- Juyo (Xuio)

## Demografía
| Gráfica de evolución demográfica de Lobanes entre 2000 y 2022 |
|                                                               |
| Datos según el nomenclátor publicado por el INE.              |